# Кино сначала
«КИНО сначала» — международный рок-фестиваль, который проводится в Судаке и Морском в память группы Кино на месте её основания. Впервые проводился к 30-летнему юбилею группы и 50-летию Виктора Цоя в 2011—2012 годах в Судаке, на берегу Чёрного моря, на территории Генуэзской крепости с приглашением российских и украинских рок-групп первого эшелона. В настоящее время носит камерный характер. На полях фестиваля проходят тематические культурные мероприятия — выставки, встречи, джем-сейшены. Поддерживается музеем-заповедником «Судакская крепость» и властями посёлка Морское.

## История
Идея фестиваля «КИНО сначала» основана на воспоминаниях Алексея Рыбина, описанных в его книге «„Кино“ с самого начала и до самого конца».

Летом 1981 года трое молодых парней «вооружившись» двумя гитарами, палаткой и рюкзаком со всяким добром приехали в г. Судак, «дикарями», погреться на солнце и покупаться в Чёрном море. С первых же минут пребывания в Судаке подобрали себе довольно специальных поклонников, почитателей и меценатов, которые предложили провести отдых в п. Морское. И вот, только они успели разбить палатку и сунуть в ручей заветную бутылку водки, как за ними пришли указанные поклонники и предложили прогуляться. С гитарами. И привели их на небольшой местный Бродвей, где их уже ждали. Играли они по четыре часа без перерыва, используя в качестве допинга сухое вино, любезно предоставленное местными жителями. Таким образом, жители поселка Морское оказались первыми слушателями группы, которая стала впоследствии называться «Кино», а молодыми музыкантами были: Виктор Цой, Алексей Рыбин и Олег Валинский.
— «„Кино“ с самого начала и до самого конца», А. Рыбин

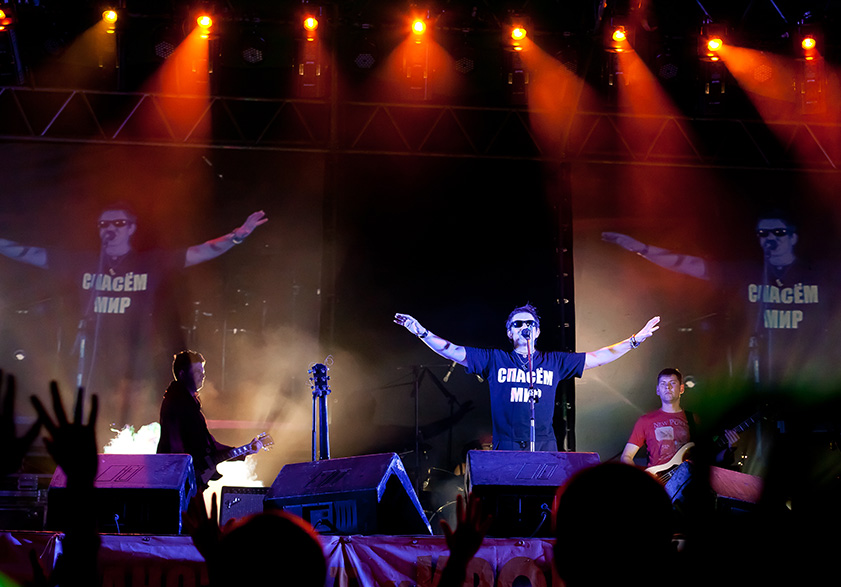
Иван Демьян и группа «7Б» — один из хедлайнеров второго фестиваля «КИНО сначала»

Эти факты и подтолкнули судакских почитателей «Кино» на создание памятного знака на месте стоявшей палатки и проведение фестиваля, приуроченного к 30-летнему юбилею рождения группы «Кино». Решение об установке памятного знака было одобрено сельсоветом села Морское в июне 2011 года. Устроители провели конкурс на лучший эскиз, итоги которого были подведены 21 июня. 23 сентября 2011 года на том месте, где в 1981 году стояла палатка будущих создателей группы «Кино», состоялось открытие памятного знака в виде 4-х метровой гитары.
Первый фестиваль был проведён 26-28 сентября 2011 года и приурочен к 30-летию создания группы «Кино». Второй фестиваль был проведён 26-28 июля 2012 года и посвящён 50-летию Виктора Цоя. Организатором выступила общественная организация «Судакский рок-клуб».

## КИНО сначала — 2011
Проходил 26-28 сентября 2011 года. Ведущий фестиваля: участник минской команды КВН «ЧП» Евгений Сморигин.
Участники «КИНО сначала» 2011
| - В. Бутусов и «Ю-Питер»; - «Братья Карамазовы»; - «Бригадный подряд»; - «Декабрь»; - «Теория»; - «Дороги Меняют Цвет»; | - «Паника»; - «Небо SK»; - «Умбиликус»; - «Larus»; - «Шум неба»; - «Leprechaun»; | - «Все сразу»; - «Simona Lee»; - «Трон»; - «БраZерс»; - «Неизвестный маршрут»; - «Коло Дій»; |

## КИНО сначала — 2012
Проходил 26-28 июля 2012 года. Фестиваль посвящён 50-летию Виктора Цоя, лидера группы «Кино». Ведущий фестиваля: Олег Гаркуша («АукцЫон»). Гостья фестиваля: Ксения Симонова, мастер песочной анимации. Концертная программа трехдневного фестиваля была посвящена 50-летию Цоя. Традиционно мероприятие открыли распитием сухого крымского вина из трехлитровой банки. Таким способом 31 год назад приехавшие в поселок Морское под Судаком Виктор Цой, Алексей Рыбин и Олег Валинский отметили создание своей группы, которая впоследствии стала называться «Кино». Каждая из 20 групп участников исполняла как минимум одну песню из репертуара группы «Кино» и свои композиции, что давало музыкантам возможность раскрыть свой потенциал.
Говоря о фестивале как о стартовой площадке для рок-музыкантов, Олег Гаркуша подчеркнул, что выступления перед большой аудиторией — это всегда шанс молодой группы для «шага вперед». «Вообще фестивали — дело очень хорошее. На фестивале можно себя показать множеству людей, которые связаны с продюсированием. Но по своему опыту и по опыту других товарищей могу сказать, что удача, стечение определённых обстоятельств, и, конечно, трудолюбие — вот самое главное, что может дать группе шанс стать любимой и известной».
Участники «КИНО сначала» 2012
| - «7Б» - «Братья Карамазовы» - «Бригадный подряд» - «Теория» - «Дороги Меняют Цвет» - «Паника» - «Небо SK» | - «Умбиликус» - «Larus» - «Небо пополам» - «Эксперимент 12» - «Я живу» - «Simona Lee» - «ИскуСство» | - «Рана Ридибунда» - «Неизвестный маршрут» - «DiGest» - «Ангел НеБес» - «Площадь Восстания» - «По. Ст.» - «Шива» |

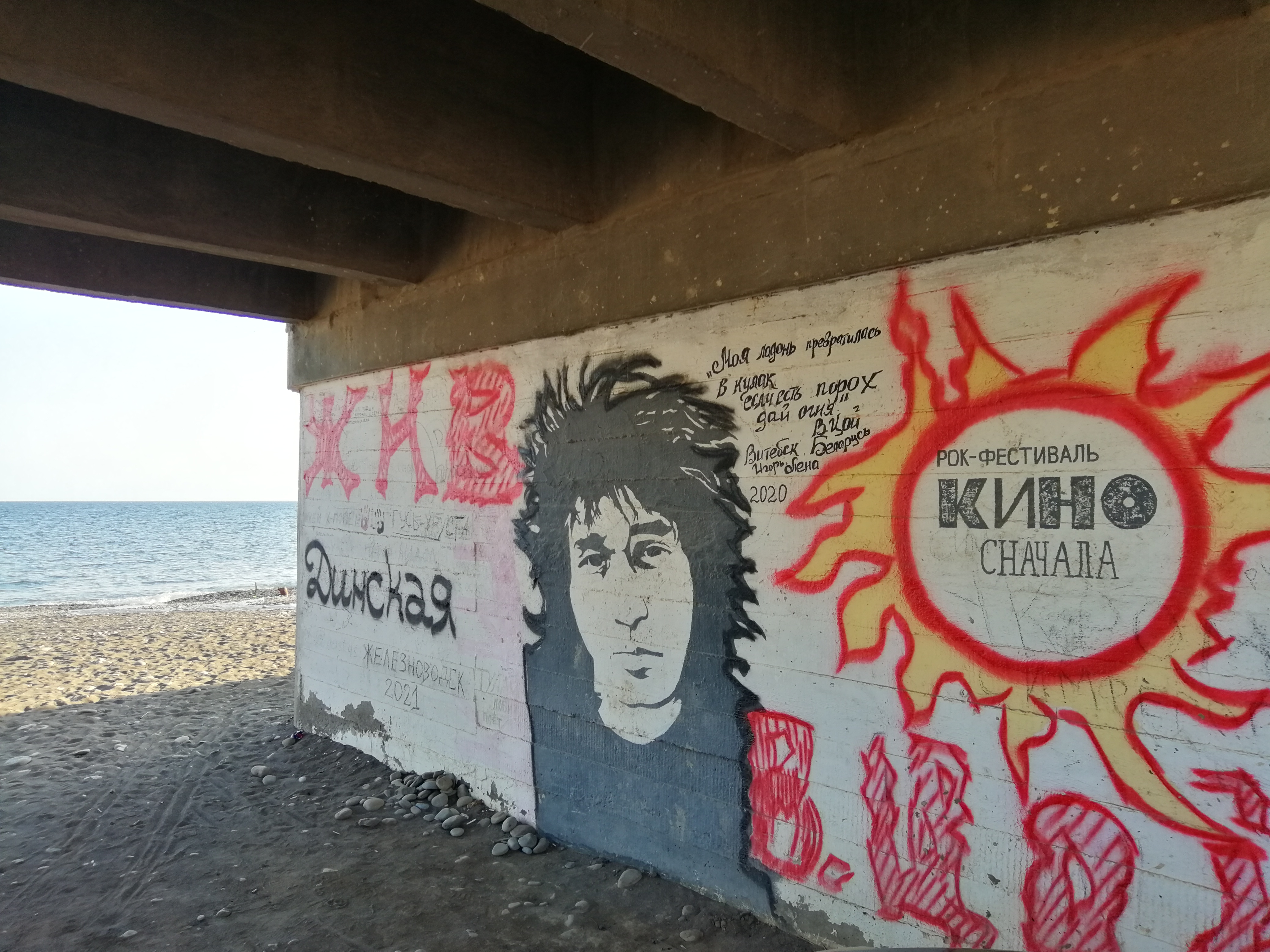
Стена Цоя в селе Морское
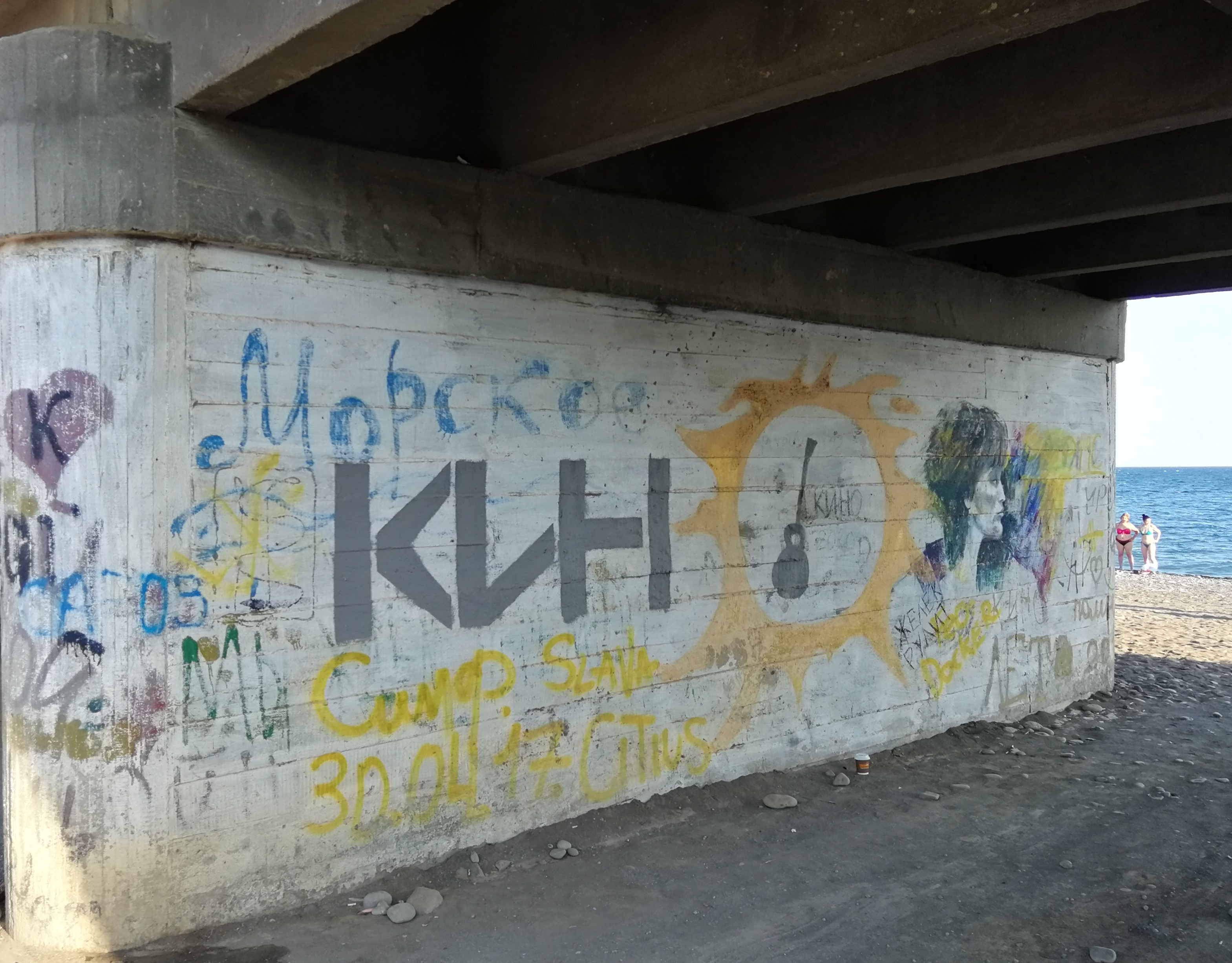
Стена Цоя в селе Морское
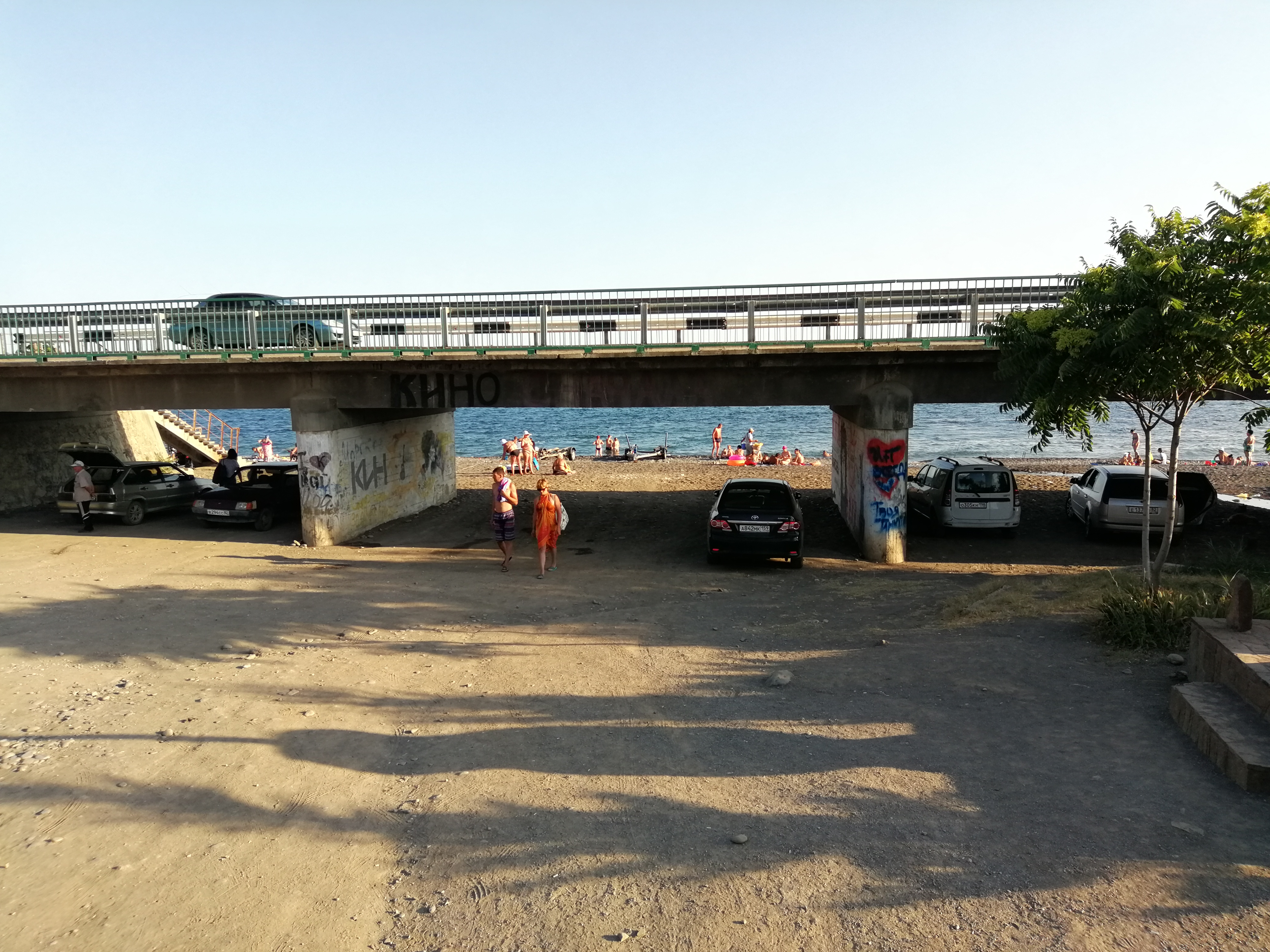
Стена Цоя в селе Морское
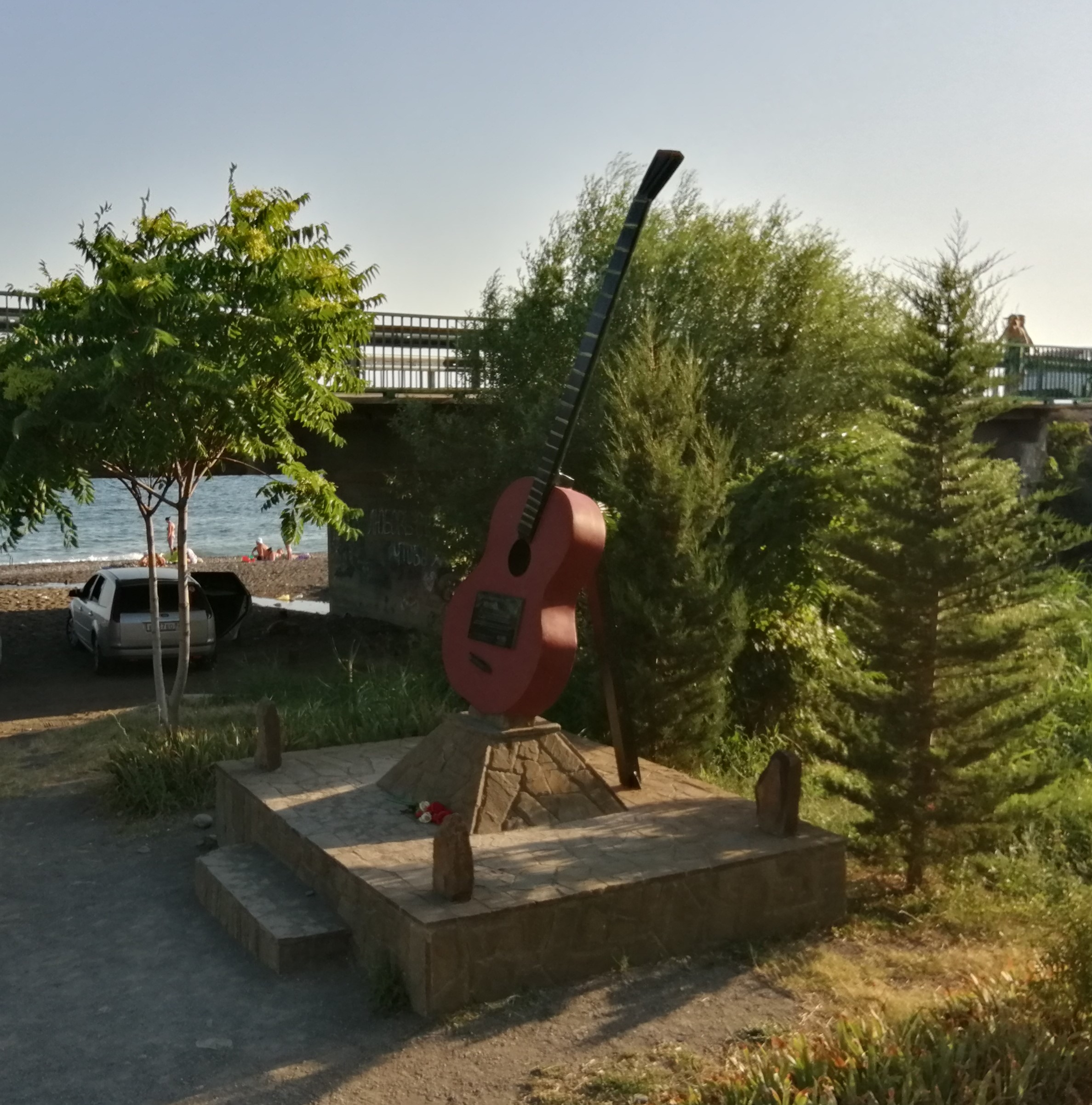
Памятник группе «Кино» в селе Морское
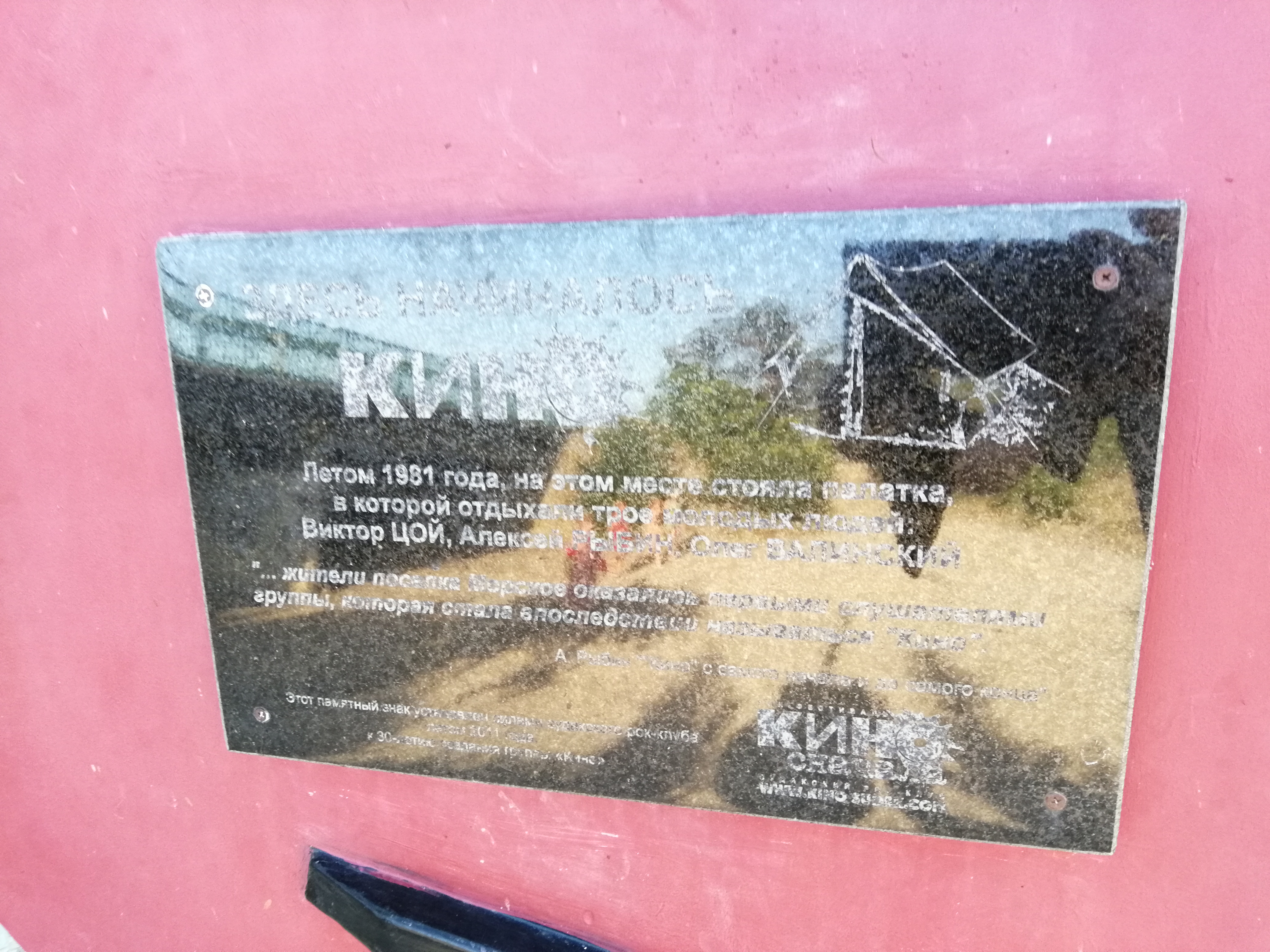
Памятник группе «Кино»

## Память и последующие фестивали
В 2013 году 19-21 сентября участвовали 7Б, ТЕОРИЯ, Сердце СолнцА, Дороги Меняют Цвет (ДМЦ), Небо SK, Неизвестный Маршрут, Небо Пополам.
В последующие годы мероприятия фестиваля имели любительский статус и проходили в Судаке или в Морском.
В 2017 году к 55-летию Цоя хедлайнером мероприятия снова была группа «7Б», выступили группа «Теория пяти секунд» и Алексей Расчётов. Начались мероприятия у мемориала в Морском с акустическим концертом, клубный концерт прошёл в судакском Докер-пабе.
В 2020 году, в связи с ограничениями связанными с эпидемией Ковид-19, фестиваль проходил в он-лайн формате. Обращения рок-музыкантов и их музыкальные номера транслировались на проекторе у мемориала в Морском.
В 2021 году году в программе традиционно участвовали Иван Демьян и Ксения Симонова. В поддержку традиционных мероприятий фестиваля на Даче Функа, филиале музея-заповедника «Судакская крепость» 17 по 20 июня 2021 прошла выставка фотографа русского рока Наташи Васильева-Халл «Из Рок-клуба в Космос» посвящённая Виктору Цою. На открытии выставки прошла прессконференция.
Мероприятие «Кино» сначала" в 2022 году традиционно прошло в Морском. Так же назывался международный фестиваль, который проходил в Судаке в 2011-м и 2012-м годах с участием Вячеслава Бутусова, «Братьев Карамазовых», «Декабря», «7Б» и других известных команд. «Инициатором проведения фестиваля и открытия памятника группе „Кино“ в Морском был депутат Судакского горсовета Сергей Новиков. Именно он, руководствуясь книгой Алексея Рыбина, вычислил место, где стояла палатка Цоя. Памятник поставили силами судакского рок-клуба летом 2011 года — к тридцатилетию группы» рассказал префект Морского Евгений Краснов. По традиции поклонники Цоя собираются «на гитаре» дважды в год — в день рождения Виктора Цоя 21 июня и в день его гибели, 15 августа. В 2022 году это были в основном местные крымские группы. Из Москвы приехал Павел Правояр, а вот Иван Демьян и «7Б» из-за усложнившейся логистики сыграть не смоли. Полноценное возрождение фестиваля, по мнению Краснова, могло бы привлечь в Судак и Морское как зрителей, так и инвесторов, стать одним из событий курортного лета в Восточном Крыму.